# حي التلال الملتهبة (عدن)
حي التلال الملتهبة هو أحد أحياء مديرية صيرة في محافظة عدن اليمنية. يبلغ تعداد سكانه 19947 نسمة حسب التعداد السكاني في اليمن لعام 2004.